# Semirostrum
Semirostrum je rod vyhynulého kytovce z čeledi sviňuchovití (Phocoenidae). Žil přibližně před 5 až 1,5 miliony lety, během období pliocénu. Typickým znakem je extrémně dlouhá symfýza dolní čelisti, dosahující délky až 85 centimetrů. Dnešní sviňuchy, kteří jsou nejbližší příbuzní rodu, mají symfýzy dlouhé maximálně 1 až 2 centimetry. Podle nejrozšířenější teorie používalo Semirostrum dolní čelist k sondování sedimentu v oblasti temných ústích řek (estuárech) a na pobřežích dnešní Kalifornie. Zástupcem rodu je Semirostrum ceruttii.